# Хрущова Микитівка
Хрущова́ Мики́тівка — село у Богодухівській міській громаді Богодухівського району Харківської області України.
- Поштове відділення: Хрущово-Микитівське

## Географія
Село Хрущова Микитівка знаходиться за 2 км від річки Мерчик (правий берег). По селу протікає безіменний струмок на якому створені численні загати. За 2 км нижче за течією знаходиться смт Шарівка. Село оточене лісовими масивами (дуб). За 3 км проходить автомобільна дорога Р22.

## Назва
Село носить ім'я засновника — Уманського полковника Микити Кіндратовича Сененка, який одержав жалувану грамоту на ці землі в 1676 році. З 1738 року у Микитівки новий власник — ніжинський полковник Іван Семенович Хрущов.

## Археологія
За 1 км на захід від села розташована пам'ятка археології національного значення — городище пізнього етапу скіфської культури.

## Історія
Село засноване в 1684 році.
Село постраждало внаслідок геноциду українського народу, проведеного урядом СРСР в 1932—1933 роках, кількість встановлених жертв — 77 людей.
12 червня 2020 року, відповідно до розпорядження Кабінету Міністрів України № 725-р «Про визначення адміністративних центрів та затвердження територій територіальних громад Харківської області», село увійшло до Богодухівської міської громади.
19 липня 2020 року, в результаті адміністративно-територіальної реформи та ліквідації Богодухівського району (1923—2020), село увійшло до складу новоутвореного Богодухівського району Харківської області.